# Eratoneura staminea
Eratoneura staminea är en insektsart som först beskrevs av Knull 1954.  Eratoneura staminea ingår i släktet Eratoneura och familjen dvärgstritar. Inga underarter finns listade i Catalogue of Life.